# Philippe Axel
Pour les articles homonymes, voir Axel.
Philippe Axel, de son vrai nom Philippe Jacques est né en mai 1968 à Montpellier, est un essayiste et auteur-compositeur interprète de chansons.
En 2007, il est l'auteur du livre La Révolution musicale aux éditions Pearson-Village Mondial. 
En 2011, il publie en auto-édition l'essai BY-NC-ND sous-titré Droits d'auteurs et Internet : la solution ?
L'objet de ce dernier essai est de convaincre les acteurs de la filière musicale d'adopter le mécanisme juridique de la licence Creative Commons BY-NC-ND. 
(La SACEM adoptera cette licence en janvier 2012 pour un test permettant à ses sociétaires de l'utiliser).
Il anime entre 2002 à 2012 un blogue musical et participe à de nombreux débats interviews et conférences sur la gratuité de la culture et les licences ouvertes.
Il est consulté dans le cadre du rapport 2012 sur le Numérique par le Think Tank Terra Nova qui proposera d'étudier les formes de licences globales pour la musique.

## Carrière musicale
En 1997 Philippe Axel est l'un des tout premiers en France à ouvrir un blogue musical et diffuser des chansons en mp3 sur le serveur associatif de l'université Paris 8 Mygale.  
Il décide d'expérimenter une création au fil de l'eau où il publie ses chansons, produites entièrement seul, le jour même de la fin de leur enregistrement, parfois même retirant certaines versions pour les rediffuser ensuite corrigées, modifiées, ou ajoutées de pistes nouvelles. Il publiera ainsi en marge totale de l'industrie du disque plus d'une cinquantaine de chansons entre 1998 et 2012. En 2012 âgé de 44 ans il confie à un ingénieur du son professionnel, une sélection de 20 de ses chansons; afin de les remastériser et laisser une trace de son travail sous la forme de deux albums numériques Beautés fractales et Digital Artefacts dont on peut écouter quelques extraits sur le site musical ReverbNation. Il ferme son blogue en 2012. 
Dans ses deux essais comme pour cette expérience musicale, Philippe Axel cherche à exploiter pleinement les possibilités d'Internet dans une logique d'émancipation de l'artiste en tant qu’artisan indépendant faisant appel lui-même le cas échéant, à des prestataires extérieurs.  Le but étant pour l'artiste de conserver sa sincérité d'expression dans une indépendance à la foi de l'état et du marché.
En 2016 il publie un premier roman Bona Dea. A partir de 2019 il publie à nouveau des compositions musicale sous le nom de Phil Jac, la contraction de son vrai nom Philippe Jacques, et s'exprime à nouveau sur le réseau Linked In, où il fait référence à ses livres sous le nom de Philippe Axel. 

## Ouvrages
- La Révolution musicale. Liberté, égalité, gratuité, préface de Jacques Attali, Ed. Village Mondial, 2007  (ISBN 978-2744063138)
- By-Nc-Nd, Ed. lulu.com, 2011  (ISBN 978-1-4477-3637-0)[1]
- Bona Dea, Ed. lulu.com, 2016  (ISBN 978-1326850937)